# Thonac

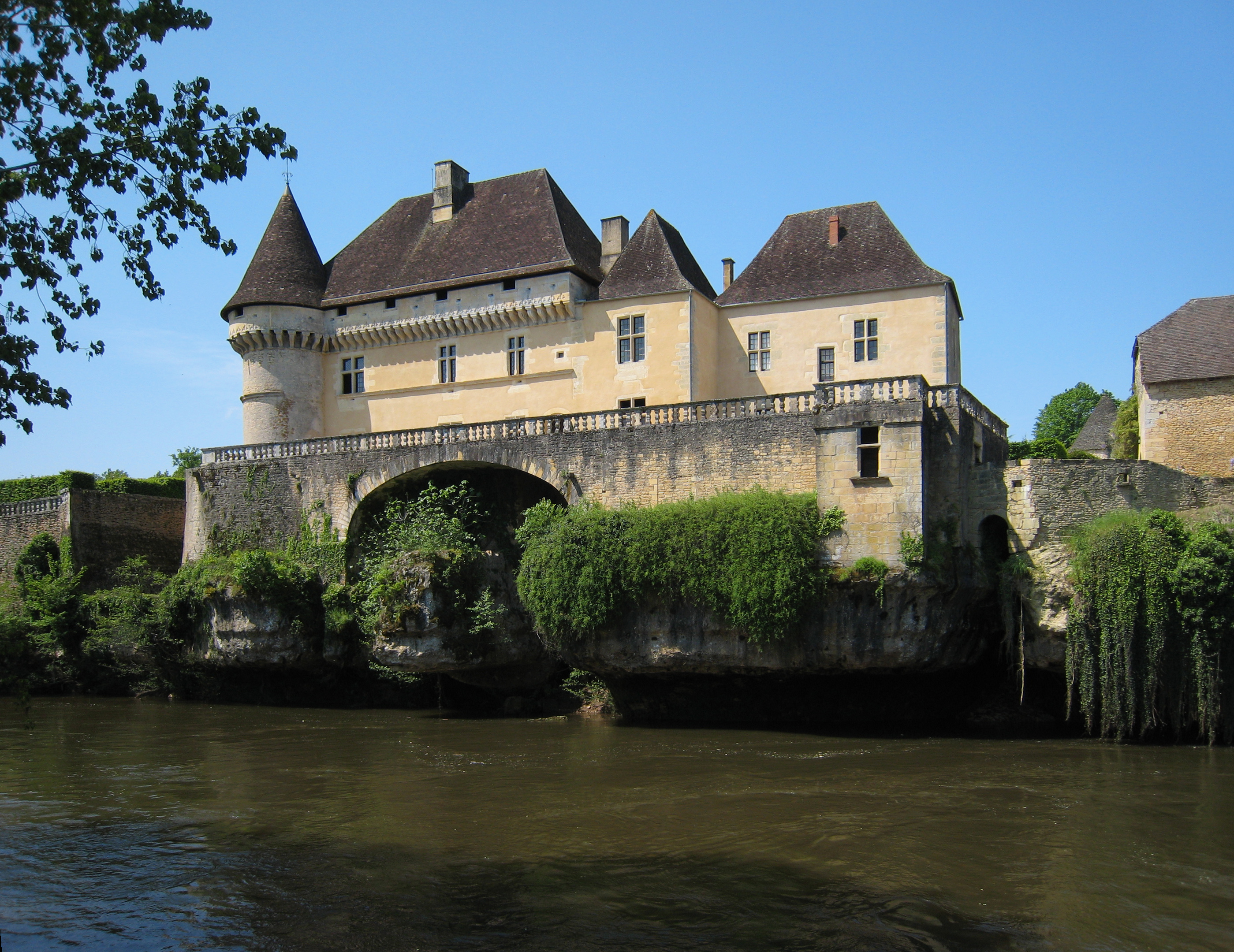
Kasteel van Losse (16e en 17e eeuw)

Thonac is een gemeente in het Franse departement Dordogne (regio Nouvelle-Aquitaine) en telt 240 inwoners (1999). De plaats maakt deel uit van het arrondissement Sarlat-la-Canéda.

## Geografie
De oppervlakte van Thonac bedraagt 11,7 km², de bevolkingsdichtheid is 20,5 inwoners per km². Thonac ligt aan de Vézère.
De onderstaande kaart toont de ligging van Thonac met de belangrijkste infrastructuur en aangrenzende gemeenten.

## Demografie
Onderstaande figuur toont het verloop van het inwonertal (bron: INSEE-tellingen).